# Diego de Avellaneda
Diego de Avellaneda (Aranda de Duero, mediados del siglo XV-Granada, 29 de noviembre de 1537) fue un religioso español, obispo de Tuy y presidente de la Chancillería de Granada.

## Biografía
Natural de Aranda de Duero, pertenecía a una familia ilustre. Estudió Teología y Derecho canónico, llegando a ser jurisconsulto. En 1509 fue nombrado provisor del obispado de Osma y, algunos años más tarde, formaba parte del Consejo Real y era presidente del de Navarra.
Vacante el obispado de Tuy por la promoción de Pedro Manso a mediados de 1526, fue elevado Avellaneda a este puesto, pero siguió viviendo en Navarra hasta 1528, cuando se mudó al sur para ejercer de presidente de la Real Chancillería de Granada. Falleció en aquella ciudad en noviembre de 1537.
Su cuerpo yace en el monasterio de Espeja, donde también se encuentran enterrados varios familiares. Le acompaña la siguiente inscripción: «Aquí está sepultado el reverendísimo Sr. D. Diego de Avellaneda, Obispo de Tuy y Presidente de Granda. Falleció año de 1537».